# Klinikum Wolfsburg

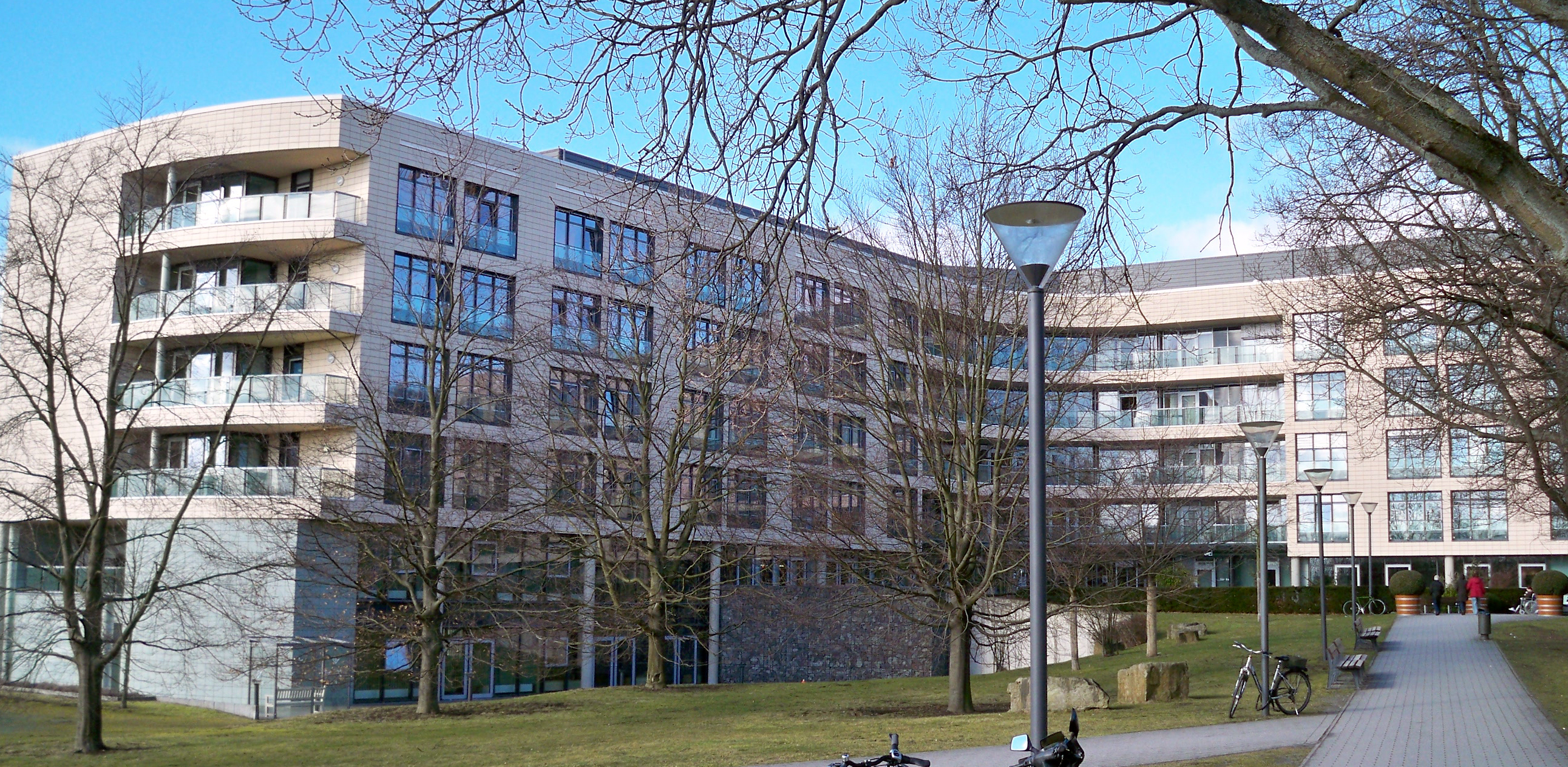
Teil des Komplexes mit dem Haupteingang

Das Klinikum Wolfsburg (ursprünglich Stadtkrankenhaus Wolfsburg, anschließend Klinikum der Stadt Wolfsburg) ist das Krankenhaus der Stadt Wolfsburg in Niedersachsen. Mit seinen über 2.000 Mitarbeitern zählt es nach dem Volkswagenwerk zu den größten Arbeitgebern in der Stadt.

## Geschichte
Die Stadt Wolfsburg wurde – zunächst unter dem vorläufigen Namen Stadt des KdF-Wagens – im Juli 1938 gegründet. Zunächst wurden Schwerkranke in Braunschweiger Krankenhäusern versorgt. Bereits im März 1940 begann man mit dem Bau des Stadtkrankenhauses, das 1941 eröffnet wurde. Am 27. März 1941 wurde der erste Patient aufgenommen. Es befand sich nördlich der Reislinger Straße, ungefähr zwischen den heutigen Straßen Kiebitzweg und Pirolweg. Es bestand anfangs aus zwölf Holzbaracken und verfügte über maximal 120 Betten für die rund 12.000 Einwohner. In den Folgejahren wurde seine Kapazität auf bis zu 352 Betten erweitert. Vom 1. Mai 1944 bis Juni 1945 gehörte das Krankenhaus vorübergehend zum Volkswagenwerk, da das Werk als Rüstungsbetrieb über bessere Bezugsmöglichkeiten für Lebensmittel und Medikamente verfügte.
Im Herbst 1950 diente die Baracke der Volksschule III. (die heutige Friedrich-von-Schiller-Schule) im Stadtteil Steimker Berg vorübergehend als Behelfskrankenhaus, da aufgrund vieler an Scharlach Erkrankter die Kapazität des Stadtkrankenhauses nicht mehr ausreichte.
Bereits im Sommer 1950 ließ die Stadtverwaltung Entwürfe für einen Krankenhausneubau anfertigen, die jedoch nicht umgesetzt wurden. Daraufhin wurde das von Harald Kruschewsky geleitete Stadtbauamt beauftragt, die Planung und Umsetzung des neuen Krankenhauses durchzuführen. Am 20. Februar 1952 entschied sich der Rat der Stadt Wolfsburg für den Bauplatz am Klieversberg. Am 11. April 1953 erfolgte im Stadtteil Klieversberg auf dem gleichnamigen Berg die Grundsteinlegung für den Neubau des Stadtkrankenhauses durch Oberbürgermeister Arthur Bransch, Ende Oktober 1954 war der Rohbau vollendet. Am 2. November 1955 erfolgte die Einweihung des neuen Krankenhauses, am 3. November 1955 wurde es in Betrieb genommen. Anfangs hatte der aus vielen einzelnen Häusern bestehende Neubau 533 Betten, Wolfsburg hatte inzwischen rund 49.000 Einwohner. Die Baracken des bisherigen Krankenhauses wurden abgerissen, an ihrer Stelle entstanden Wohnhäuser.
Seither wurde das Krankenhaus regelmäßig erweitert und modernisiert. 1980 bis 1984 wurde der Funktionstrakt neu gebaut. 1996 erhielt das „Zentrum für Entwicklungsdiagnostik und Sozialpädiatrie“ (ZEUS) ein eigenes Gebäude am Rand des Klinikgeländes. 1999 wurde das Stadtkrankenhaus Wolfsburg in „Klinikum der Stadt Wolfsburg“ umbenannt.
Aufgrund der COVID-19-Pandemie in Deutschland wurde vom 3. April 2020 an das Wolfsburger Hotel Global Inn im Stadtteil Stadtmitte als Ergänzungskrankenhaus für Patienten mit leichten bis mittelschweren COVID-19-Krankheitsverläufen bereitgehalten, das jedoch nicht genutzt wurde.

## Struktur und Daten
Das Klinikum bedient ein Einzugsgebiet von rund 180.000 Menschen in und um Wolfsburg. Es verfügt über 547 stationäre Betten und ist damit eines der größten Krankenhäuser Niedersachsens. 2017 wurden rund 32.200 Patienten stationär und 55.000 ambulant behandelt. Das Krankenhaus dient der Zentralversorgung mit der Versorgungsstufe 4. Verwaltungsdirektor des Klinikums ist Wilken Köster.
In den Pflegeschulen des Klinikums werden 112 Personen in der Krankenpflege und 29 in der Kinderkrankenpflege ausgebildet. Das Klinikum ist seit 2008 akademisches Lehrkrankenhaus für die Medizinische Hochschule Hannover. Zum Klinikum gehört das Schwefelbad im Stadtteil Fallersleben.
Folgende 13 Kliniken gehören zum Klinikum:

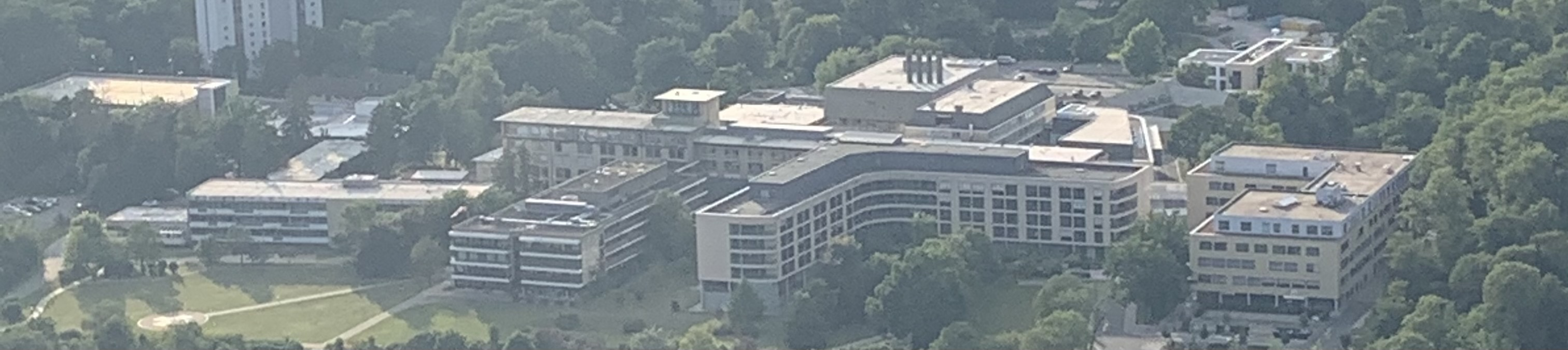
Luftaufnahme vom Klinikum Wolfsburg

- Klinik für Anästhesie, Operative Intensivmedizin und Rettungsmedizin
- Frauenklinik
- Hals-Nasen-Ohrenklinik, Kopf- und Halschirurgie
- Klinik für Kinder- und Jugendmedizin
- Medizinische Klinik I
- Medizinische Klinik II
- Klinik für Neurotraumatologie und Wirbelsäulenchirurgie
- Klinik für bildgebende Diagnostik und interventionelle Radiologie
- Klinik für Radioonkologie und Strahlentherapie
- Klinik für Unfallchirurgie, Orthopädie und Handchirurgie
- Klinik für Urologie
- Zentrum für Allgemein-, Viszeral- und Gefäßchirurgie mit Klinik für Allgemein- und Viszeralchirurgie sowie Klinik für vaskuläre und endovaskuläre Gefäßmedizin
- Klinik für Neurologie

Teil des Klinikums sind auch die folgenden Institute und Zentren:
- Institut für Klinische Chemie, Laboratoriums- und Transfusionsmedizin
- Institut für Klinische Pathologie
- ZEUS, Frühförderstelle am ZEUS, Prostatazentrum, Gynäkologisches Krebszentrum, Brustzentrum, Traumazentrum und Perinatalzentrum Level 1.

Außerdem befinden sich mehrere Facharztpraxen auf dem Klinikgelände. Ein Raum der Stille umfasst eine christliche Kapelle und eine muslimische Gebetsecke.
Das Klinikum liegt im Stadtteil Klieversberg in rund 100 Meter Höhe über NHN. In unmittelbarer Nähe befinden sich der Stadtwald sowie in einem stillgelegten Kalksteinbruch das „Tiergehege“. Eine meist halbstündlich verkehrende Buslinie der Wolfsburger Verkehrs GmbH verbindet das Klinikum mit der Stadtmitte und dem Stadtteil Wohltberg.

## Kunstwerke
- Wandmosaik von Rudolf Mauke (Wolfsburg)
- Study for Third Watcher (1959) von Reginald Butler (Berghamstedt)
- Figur nach Links – Relief (1964) von Andreas Urteil (Wien)
- Der erste Schritt (1967) von Jürgen Weber
- Keramisches Wandrelief (1968) von Rudolf Mauke (Wolfsburg)
- Gib mir meinen Ball (1980) von Harald Isenstein (Kopenhagen)